# Limatula jeffreysi
Limatula jeffreysi is een tweekleppigensoort uit de familie van de Limidae. De wetenschappelijke naam van de soort is voor het eerst geldig gepubliceerd in 1882 door P. Fischer.